# Frankley
Frankley är en ort och civil parish i Storbritannien.   Den ligger i grevskapet Worcestershire och riksdelen England, i den södra delen av landet, 160 km nordväst om huvudstaden London. Frankley ligger 184 meter över havet och antalet invånare är 122.
Terrängen runt Frankley är platt. Runt Frankley är det tätbefolkat, med 397 invånare per kvadratkilometer. Närmaste större samhälle är Birmingham, 9,9 km nordost om Frankley. Omgivningarna runt Frankley är en mosaik av jordbruksmark och naturlig växtlighet.